# Bushnell (Nebraska)
Bushnell – wieś w Stanach Zjednoczonych, w stanie Nebraska, w hrabstwie Kimball.